# A Lyga 1996-97
La A Lyga 1996-97 fue la séptima edición del torneo de fútbol más importante de Lituania tras su independencia de la Unión Soviética y que contó con la participación de 16 equipos.
El Kareda-Siauliai gana su primer título de liga.

## Grupo A

### Standings
| Pos. | Equipo              | Pts. | PJ | G  | E  | P  | GF | GC | Dif. | Clasificación                                 |
| ---- | ------------------- | ---- | -- | -- | -- | -- | -- | -- | ---- | --------------------------------------------- |
| 1    | Kareda Šiauliai (C) | 64   | 28 | 19 | 7  | 2  | 61 | 12 | +49  | Primera Ronda Clasificatoria Champions League |
| 2    | Žalgiris            | 56   | 28 | 17 | 5  | 6  | 56 | 19 | +37  | Ronda Clasificatoria Cup Winners' Cup         |
| 3    | Inkaras             | 53   | 28 | 15 | 8  | 5  | 41 | 19 | +22  | Primera Ronda Clasificatoria UEFA Cup         |
| 4    | FBK Kaunas          | 41   | 28 | 12 | 5  | 11 | 33 | 31 | +2   | Fase de Grupos Intertoto Cup                  |
| 5    | Ekranas             | 34   | 28 | 8  | 10 | 10 | 28 | 32 | −4   |                                               |
| 6    | Panerys             | 26   | 28 | 6  | 8  | 14 | 20 | 40 | −20  |                                               |
| 7    | Atlantas            | 18   | 28 | 4  | 6  | 18 | 21 | 66 | −45  |                                               |
| 8    | Žalgiris-Volmeta    | 16   | 28 | 3  | 7  | 18 | 19 | 60 | −41  |                                               |

 Fuente: RSSSF.com

### Resultados
| Local \ Visitante | ATL | EKR | FBK | INK | KAR | PAN | ŽAL | ŽVL |
| ----------------- | --- | --- | --- | --- | --- | --- | --- | --- |
| Atlantas          |     | 1–1 | 1–2 | 0–3 | 1–3 | 0–1 | 1–7 | 2–1 |
| Ekranas           | 2–2 |     | 1–0 | 0–0 | 0–3 | 3–3 | 0–2 | 0–0 |
| FBK Kaunas        | 3–0 | 1–1 |     | 0–3 | 0–1 | 4–1 | 1–0 | 4–1 |
| Inkaras           | 0–1 | 0–0 | 2–1 |     | 3–1 | 1–0 | 1–1 | 3–0 |
| Kareda Šiauliai   | 6–0 | 1–1 | 2–0 | 0–0 |     | 2–0 | 2–0 | 5–0 |
| Panerys           | 0–1 | 1–2 | 1–1 | 1–2 | 0–3 |     | 0–5 | 1–0 |
| Žalgiris          | 6–0 | 1–0 | 1–2 | 1–1 | 0–0 | 4–1 |     | 4–0 |
| Zalgiris-Volmeta  | 2–2 | 2–1 | 0–1 | 0–3 | 1–1 | 1–1 | 1–5 |     |

| Local \ Visitante | ATL | EKR | FBK | INK | KAR | PAN | ŽAL | ŽVL |
| ----------------- | --- | --- | --- | --- | --- | --- | --- | --- |
| Atlantas          |     | 2–3 | 1–2 | 1–1 | 0–5 | 0–3 | 0–3 | 2–2 |
| Ekranas           | 2–0 |     | 3–0 | 2–1 | 2–1 | 0–1 | 0–0 | 3–0 |
| FBK Kaunas        | 3–1 | 1–1 |     | 0–1 | 0–0 | 0–0 | 1–2 | 2–1 |
| Inkaras           | 1–0 | 2–0 | 0–2 |     | 3–1 | 1–0 | 1–1 | 7–1 |
| Kareda Šiauliai   | 2–1 | 3–0 | 2–0 | 2–0 |     | 5–0 | 3–0 | 2–0 |
| Panerys           | 0–0 | 1–0 | 0–1 | 0–0 | 0–2 |     | 0–0 | 3–0 |
| Žalgiris          | 2–0 | 1–0 | 2–1 | 2–1 | 0–1 | 1–0 |     | 2–0 |
| Žalgiris-Volmeta  | 0–1 | 2–0 | 2–0 | -:+ | 1–1 | 1–1 | 0–3 |     |

## Grupo B

### Clasificación
| Pos. | Equipo             | Pts. | PJ | G  | E | P  | GF | GC | Dif. | Descenso              |
| ---- | ------------------ | ---- | -- | -- | - | -- | -- | -- | ---- | --------------------- |
| 9    | Lokomotyvas        | 53   | 26 | 15 | 8 | 3  | 44 | 13 | +31  |                       |
| 10   | Ranga-Politechnika | 50   | 26 | 14 | 8 | 4  | 27 | 9  | +18  |                       |
| 11   | Mastis             | 43   | 26 | 13 | 4 | 9  | 29 | 24 | +5   |                       |
| 12   | Banga              | 42   | 26 | 12 | 6 | 8  | 35 | 22 | +13  |                       |
| 13   | Tauras             | 32   | 26 | 10 | 2 | 14 | 24 | 33 | −9   |                       |
| 14   | Interas-AE         | 25   | 26 | 7  | 4 | 15 | 26 | 37 | −11  |                       |
| 15   | Ukmergė (D)        | 18   | 14 | 5  | 3 | 6  | 13 | 13 | 0    | Desciende a la 1 Lyga |
| 16   | Panerys-2 (D)      | 12   | 26 | 3  | 3 | 20 | 14 | 61 | −47  | Desciende a la 1 Lyga |

 Fuente: RSSSF.com
Notas:
1. ↑  Retirado a media temporada y descendido

### Resultados
| Local \ Visitante  | BAN | IAE | LOK | MAS | PN2 | RAN | TAU | UKM |
| ------------------ | --- | --- | --- | --- | --- | --- | --- | --- |
| Banga              |     | 1–0 | 1–1 | 0–1 | 2–0 | 3–0 | 1–2 | 1–0 |
| Interas-AE         | 2–1 |     | 1–3 | 1–2 | 3–0 | 0–0 | 2–1 | 0–1 |
| Lokomotyvas        | 1–1 | 4–1 |     | 2–0 | 2–0 | 0–0 | 3–0 | 1–0 |
| Mastis             | 2–1 | 3–0 | 2–1 |     | 2–0 | 2–1 | 2–0 | 2–2 |
| Panerys-2          | 0–1 | 4–2 | 1–6 | 0–2 |     | 0–3 | 0–1 | 0–0 |
| Ranga-Politechnika | 1–0 | 2–0 | 1–0 | 1–0 | 3–0 |     | 3–0 | 1–0 |
| Tauras             | 0–3 | 3–0 | 0–1 | 2–0 | 4–0 | 0–1 |     | 1–0 |
| Ukmergė            | 0–1 | 1–4 | 2–1 | 4–0 | 1–1 | 1–0 | 1–0 |     |

| Local \ Visitante  | BAN | IAE | LOK | MAS | PN2 | RAN | TAU |
| ------------------ | --- | --- | --- | --- | --- | --- | --- |
| Banga              |     | +:- | 1–2 | 2–0 | 5–2 | 0–1 | 2–1 |
| Interas-AE         | 1–1 |     | 1–3 | 2–1 | 0–1 | 0–0 | 3–0 |
| Lokomotyvas        | 0–0 | 2–0 |     | 0–0 | 3–0 | 0–0 | 5–1 |
| Mastis             | 2–1 | 0–0 | 0–2 |     | 4–0 | 0–0 | 1–0 |
| Panerys-2          | 1–4 | 1–3 | 0–0 | 0–1 |     | 0–3 | 1–2 |
| Ranga-Politechnika | 1–1 | 1–0 | 0–0 | 1–0 | 1–2 |     | 2–0 |
| Tauras             | 1–1 | 1–0 | 0–1 | 1–0 | 3–0 | 0–0 |     |